# Multieffetto
Un multieffetto è un dispositivo analogico in grado di modulare il suono di uno strumento attraverso delle valvole o dei transistor.
Tali dispositivi vengono detti multieffetti proprio per la loro capacità di simulare diversi tipi di effetti, creando la simulazione di una vera e propria catena di effetti.
I multieffetti vengono prodotti ed utilizzati soprattutto per le chitarre elettriche pur esistendone di specifici per altri strumenti come bassi o tastiere.
Qualunque strumento dotato di uscita analogica è collegabile ad un qualunque multieffetto. Tuttavia collegando uno strumento con delle frequenze diverse da quello per il quale il multieffetto è stato progettato, si potrebbero ottenere dei risultati più scadenti.

## Utilizzo
I multieffetti vengono utilizzati soprattutto per la loro grande versatilità e per il grande risparmio che possono portare rispetto all'utilizzo di una catena di effetti che produrrebbe comunque suoni più specifici.